# E3 Harelbeke 2008
De E3 Harelbeke 2008 is de 51e editie van de wielerklassieker E3 Harelbeke en werd verreden op 29 maart 2008. De Noor Kurt-Asle Arvesen kwam na 203 kilometer als winnaar over de streep in Harelbeke.

## Wedstrijdverloop
Vijf Belgen kleurden de lange ontsnapping van de dag: Nick Nuyens (Cofidis), Maarten Neyens en Kristof Vandewalle (beide Chocolade Jacques), Gert Steegmans (Quick-Step) en Greg Van Avermaet (Lotto). De kopgroep telde 14 namen. Steegmans viel nochtans zwaar in Dwars door Vlaanderen, terwijl Van Avermaet sukkelde met ziekte en het openingsweekend van het Vlaamse voorjaar miste. Steegmans werd door zijn medevluchters al achtergelaten voor de finale begon, maar Van Avermaet hield zijn inspanning vol tot het eind en reed de finale. Op de Taaienberg versnelde Tom Boonen (Quick-Step) schier naar goede gewoonte. Fabian Cancellara (CSC) was de enige die Boonen kon volgen. Het duo ging op zoek naar de vroege vluchters, die meer dan vier minuten vooruit reden. Boonen en Cancellara werkten goed samen, maar kwamen amper dichter. Vooraan begon een afvalkoers tot Greg Van Avermaet (Lotto), Kurt-Asle Arvesen en Matti Breschel (beide CSC), Bernhard Eisel (Highroad), Thomas Voeckler (Bouygues), David Kopp (Cycle-Collstrop) en Janek Tombak (Mitsubishi) overbleven.
Op 20 kilometer van de finish naderden Tom Boonen en Fabian Cancellara tot op een halve minuut van het zestal, tot de motor opnieuw stokte. Toen Cancellara de kaart trok van Arvesen, werd het duidelijk dat Boonen geen vijfde opeenvolgende zege zou behalen. Boonen zou niet alleen recordhouder worden. Rik Van Looy en Boonen hadden de E3 vier keer gewonnen. Kopstukken Boonen en Cancellara werden bijgehaald door een achtervolgend groepje. Bernhard Eisel werd nog uit de kopgroep gereden, waardoor vijf renners samen naar Harelbeke reden. Op zo'n vier kilometer van de meet begonnen de vijf koplopers elkaar te bestoken. Thomas Voeckler probeerde op de N36 te Deerlijk weg te rijden van de anderen. De Fransman geraakte niet weg, waarna Van Avermaet zijn kans waagde. Van Avermaet faalde ook in zijn opzet. Daarna rook David Kopp zijn kans en de Duitser kende wel succes. De buit leek binnen voor Kopp, tot Arvesen zijn duivels ontbond.
Arvesen snelde Kopp voorbij. De Noor reed solo naar de zege. Greg Van Avermaet werd derde achter Kopp.

## Uitslag
| Plaats  | Naam              | Ploeg                | Tijd     |
| ------- | ----------------- | -------------------- | -------- |
| Winnaar | Kurt-Asle Arvesen | Team CSC - Saxo Bank | 4u57'03" |
| 2       | David Kopp        | Cycle Collstrop      | +5"      |
| 3       | Greg Van Avermaet | Silence-Lotto        | z.t.     |
| 4       | Thomas Voeckler   | Bouygues Telecom     | z.t.     |
| 5       | Janek Tombak      | Mitsubishi - Jartazi | z.t.     |
| 6       | Bernhard Eisel    | Team High Road       | +26"     |
| 7       | Matti Breschel    | Team CSC - Saxo Bank | +1'20"   |
| 8       | Tom Boonen        | Quick Step           | z.t.     |
| 9       | Stijn Devolder    | Quick Step           | z.t.     |
| 10      | Staf Scheirlinckx | Cofidis              | z.t.     |